# Prusy Książęce
Prusy Książęce, oficjalnie Księstwo w Prusach, potocznie Księstwo Pruskie (niem. Herzogtum Preußen) – państwo utworzone po sekularyzacji państwa zakonu krzyżackiego w Prusach, na podstawie traktatu krakowskiego z 1525 r., zawartego między Zygmuntem I Starym a jego siostrzeńcem Albrechtem Hohenzollernem. Do roku 1657 pozostawały lennem Królestwa Polskiego.

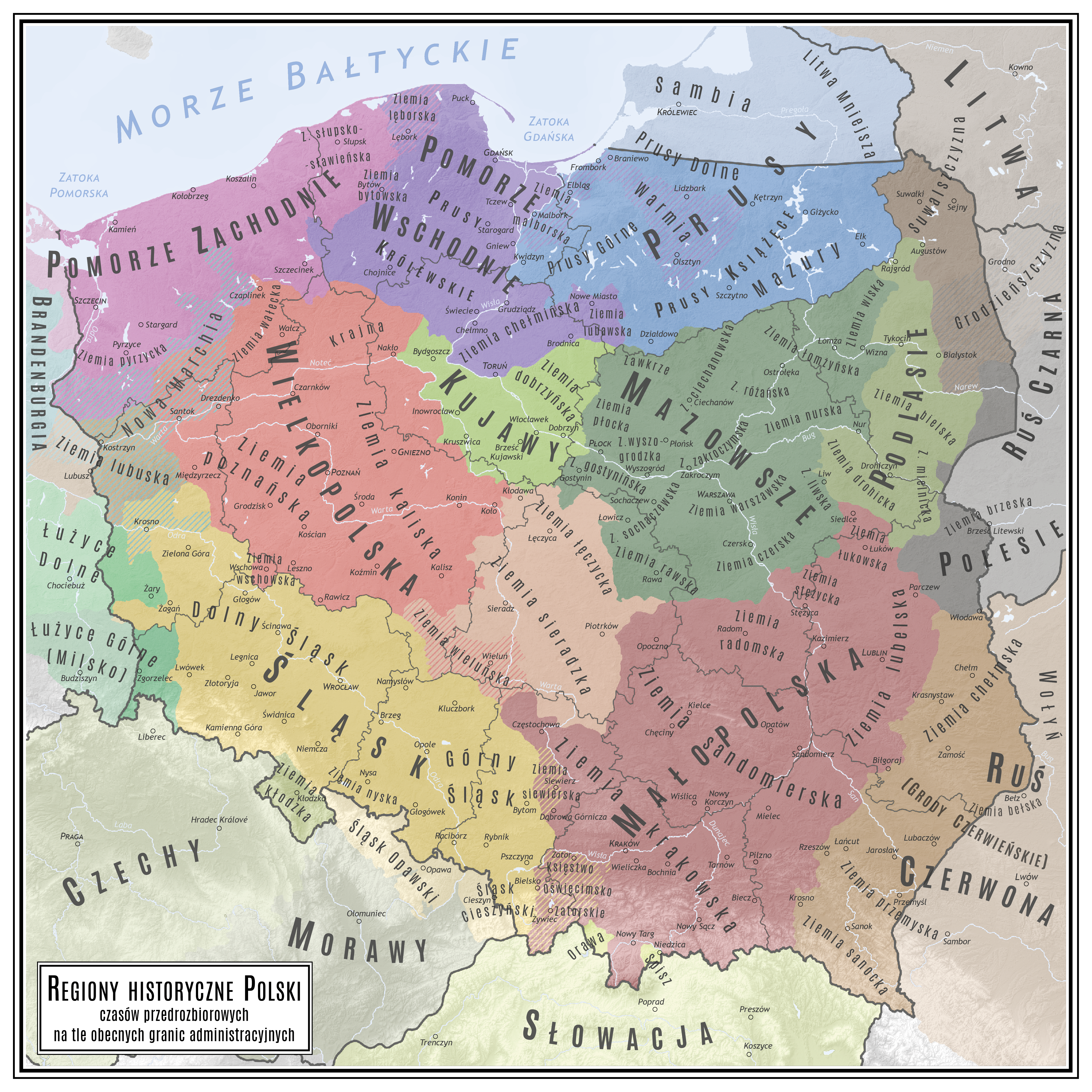
Prusy Książece i inne krainy historyczne Polski na tle współczesnych granic administracyjnych

Prusy Królewskie i Prusy Książęce.

## Historia

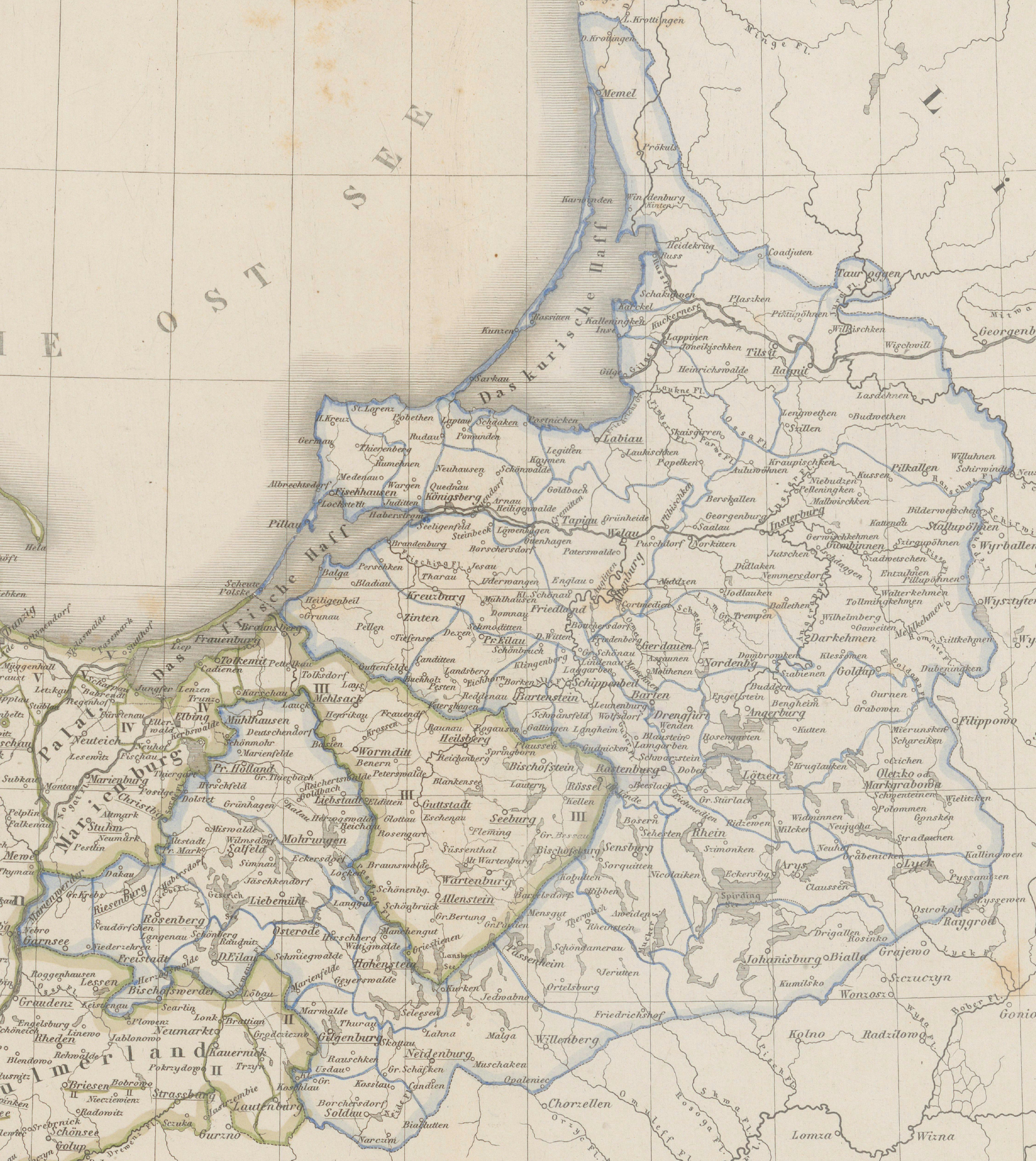
Prusy Książece w latach 1525-1772 (mapa Max Toeppen)

Albrecht Hohenzollern był ostatnim z rezydujących w Prusach wielkich mistrzów krzyżackich. Po przejściu na luteranizm i złożeniu hołdu królowi Polski, stał się pierwszym świeckim księciem Prus.
Stolicą państwa był Królewiec, a przyjęty przez księcia podział administracyjny obejmował trzy duże okręgi: królewiecki, natangijski i górnopruski.
Państwo powstało jako wasalne wobec Królestwa Polskiego.

Od 1618 r. w unii personalnej z Elektoratem Brandenburgii, za zgodą Zygmunta III Wazy (zobacz: Brandenburgia-Prusy).

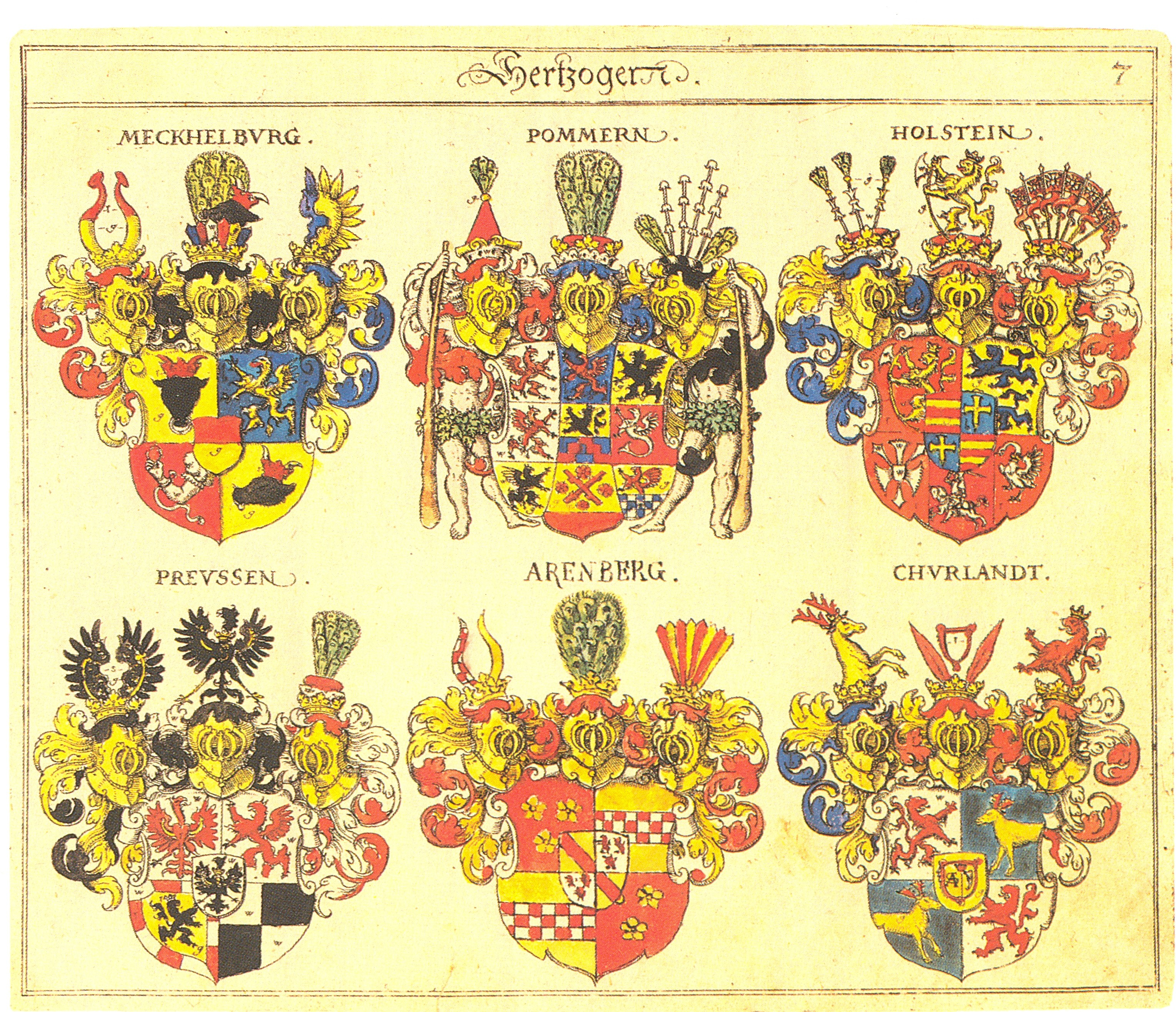
Karta herbarza J. Siebmachera z herbem księcia Prus (pierwszy z lewej w dolnym rzędzie), 1605

W związku z niejednoznaczną polityką jaką prowadził Jerzy Wilhelm Hohenzollern w 1635 r. namiestnictwo królewskie nad Prusami Książęcymi zostało przejęte przez Polskę w osobie Jerzego Ossolińskiego. Rozejm w Sztumskiej Wsi przywrócił jednak władzę Hohenzollernom.

Potop szwedzki uczynił z Prus Książęcych lenno szwedzkie w 1656 roku, na podstawie traktatu w Królewcu.

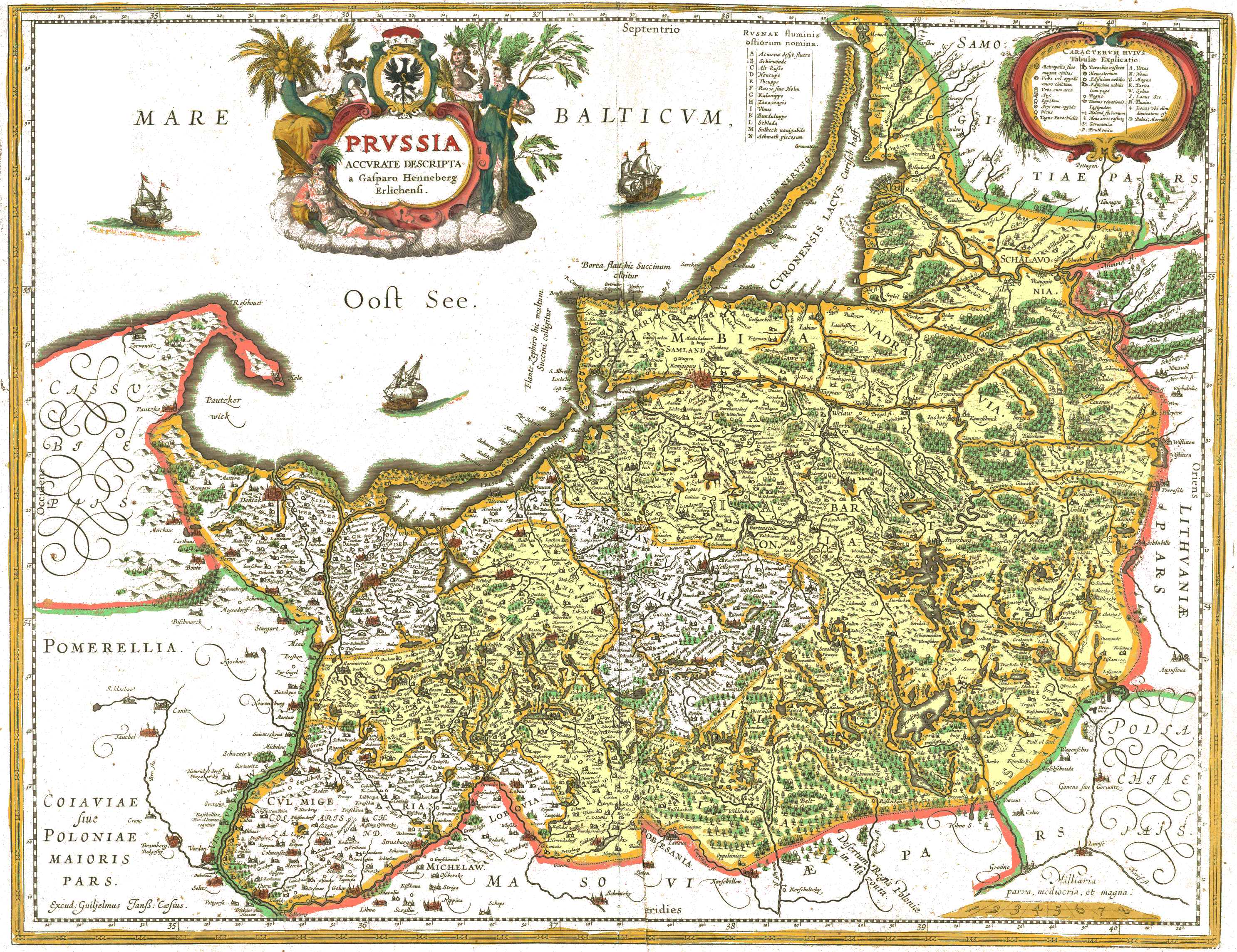
Prusy Książęce w 1576 roku (kolor żółty). Mapa Caspara Hennebergera.

W 1657 roku, za panowania Jana II Kazimierza, na podstawie traktatów w Welawie i Bydgoszczy, Prusy uzyskały niezależność od Rzeczypospolitej. W zamian Brandenburgia porzuciła sojusz ze Szwecją w czasie potopu szwedzkiego.
Jan III Sobieski planował odzyskać Prusy w sojuszu ze Szwecją na podstawie traktatu w Jaworowie.
W 1701 r. wraz z Brandenburgią utworzyły Królestwo Prus. Prowincja ta, po 1772 roku utworzyła wraz z Warmią, ale bez Kwidzyna, prowincję Prusy Wschodnie.